# Carlo Thränhardt
Carlo Thränhardt (Bad Lauchstädt, 5 juli 1957) is een voormalige Duitse hoogspringer. Hij was Europees indoorkampioen, meervoudig West-Duits kampioen en eenmalig Duits kampioen hoogspringen. Ook had hij een jaar het indoorwereldrecord in handen. Als Europees record is het nog steeds van kracht. Hij nam tweemaal deel aan de Olympische Spelen, maar won hierbij geen medaille.

## Loopbaan
In 1980 behaalde Thränhardt op de Vriendschapsspelen in het Amerikaanse Philadelphia een gedeelde bronzen medaille na een beste sprong van 2,20 m. Hij moest deze medaille delen met zijn landgenoot Dietmar Mögenburg en de Pool Dariusz Zielke en eindigde hiermee achter de Rus Valeriy Sereda en de Cubaan Javier Sotomayor, die beiden 2,25 sprongen.
Zijn beste prestatie leverde Thränhardt in 1983 in Boedapest door Europees indoorkampioen te worden. Hij versloeg met een sprong van 2,32 zijn landgenoot Gerd Nagel (zilver), die 2,30 sprong en de bronzenmedaillewinnaars: de Italiaan Massimo Di Giorgio en de Pool Miroslaw Wlodarczyk, die beiden 2,27 sprongen.
Op de Olympische Spelen van 1984 in Los Angeles werd hij tiende en vier jaar later op de Olympische Spelen van Seoel werd hij met 2,31 gedeeld zevende.
Carlo Thränhardt was eerst aangesloten bij sportvereniging ASV Köln en later bij LG Bayer Leverkusen.

## Titels
- Europees indoorkampioen hoogspringen - 1983
- West-Duits kampioen hoogspringen - 1986
- Duits kampioen hoogspringen - 1991
- West-Duits indoorkampioen hoogspringen - 1977, 1978, 1985, 1986, 1987, 1988

## Persoonlijke records
| Onderdeel              | Prestatie   | Datum            | Plaats  |
| ---------------------- | ----------- | ---------------- | ------- |
| hoogspringen (outdoor) | 2,37 m      | 2 september 1994 | Rieti   |
| hoogspringen (indoor)  | 2,42 m (ER) | 26 februari 1988 | Berlijn |

## Palmares

### Hoogspringen
- 1980:  Vriendschapsspelen - 2,22 m
- 1981:  EK indoor - 2,25 m
- 1983:  EK indoor - 2,32 m
- 1983: 7e WK - 2,26 m
- 1984:  EK indoor - 2,30 m
- 1984: 10e OS - 2,15 m
- 1985: 5e WK indoor - 2,24 m
- 1986:  EK indoor - 2,31 m
- 1986:  EK - 2,31 m
- 1987:  EK indoor - 2,36 m
- 1987: 8e WK - 2,29 m
- 1988: 7e OS - 2,31 m
- 1989: 5e WK indoor - 2,33 m

## Boeken
- Helden auf Zeit - Gespräche mit Olympiasiegern, 1994, Verlag: Kiepenhauer&Witsch, ISBN 3-462-02372-1

- Gemeinsame Normdatei: 1061404129
- World Athletics: 14352947
- International Standard Name Identifier: 0000 0003 9780 9860
- Virtual International Authority File: 306244933
- WorldCat: E39PBJdGK78674QFt4KTcm6qcP